# Nycterimyia bezzii
Nycterimyia bezzii är en tvåvingeart som beskrevs av Robert W. Lichtwardt 1925. Nycterimyia bezzii ingår i släktet Nycterimyia och familjen Nemestrinidae.
Artens utbredningsområde är Malawi. Inga underarter finns listade i Catalogue of Life.